# 臺中市新光區段徵收區
臺中市新光區段徵收區（簡稱新光區段徵收，坊間稱新光重劃區）位於臺灣臺中市太平區北部與北屯區為界，為臺中市政府進行區段徵收重劃的區域之一。範圍內多劃為住宅區，純商業用地比例較低。

## 地理範圍
- 東：太和路一段
- 南：育賢路、育才路、新興路
- 西：旱溪東路二段
- 北：太順路

## 簡介
本區在徵收重劃之前，為無盡的農地，幾乎未開發，在整治規劃後，將形成一個新住宅區。本區為太平區歷年來第一個由政府籌畫的大型區段，其餘較為方正的社區，如：宜欣社區、豐年社區、台中小鎮等，皆為建商自行規劃。

### 未來展望
相對於往昔大型社區的路寬皆較狹窄，本區的路寬較大，也因本區為東西向長條帶狀，故道路以東西向為主、南北向為輔。鄰近的十期、廍子區段徵收亦同樣正在開發，帶動旱溪東岸北段發展(南段屬九期範圍)，而本區優勢在於更靠近市中心(中區)，且距離台74線匝道距離與其餘二者相當，往返市中心、新市政中心皆相當便捷。本區屬住宅區，商業活動少，環境相對單純。

## 區內建設
- 臺中市太平區新光國民小學（2016年遷校至此）
- 賀緹酒店（2015年開幕）